# Gran Premi d'Espanya del 2022
El Gran Premi d'Espanya de Fórmula 1, la sexta cursa de la temporada 2022, va ser disputat al Circuit de Catalunya, a Montmeló entre els dies 20 a 22 de maig del 2022.

## Precedents
Els Pilots de proves Nyck de Vries, Jüri Vips i Robert Kubica substituiràn respectivament Alexander Albon, Sérgio Pérez i Guanyu Zhou durant la primera sessió d'entrenaments lliures.

## Qualificació
La qualificació va ser realitzat el dia 21 de maig.
| Pos.               | Nº | Pilot            | Equip/Motor           | Part 1   | Part 2   | Part 3   | Graella |
| ------------------ | -- | ---------------- | --------------------- | -------- | -------- | -------- | ------- |
| 1                  | 16 | Charles Leclerc  | Ferrari               | 1:19.861 | 1:19.969 | 1:18.750 | 1       |
| 2                  | 1  | Max Verstappen   | Red Bull-RBPT         | 1:20.091 | 1:19.219 | 1:19.073 | 2       |
| 3                  | 55 | Carlos Sainz Jr. | Ferrari               | 1:19.892 | 1:19.453 | 1:19.166 | 3       |
| 4                  | 63 | George Russell   | Mercedes              | 1:20.218 | 1:19.470 | 1:19.393 | 4       |
| 5                  | 11 | Sergio Pérez     | Red Bull-RBPT         | 1:20.447 | 1:19.830 | 1:19.420 | 5       |
| 6                  | 44 | Lewis Hamilton   | Mercedes              | 1:20.252 | 1:19.794 | 1:19.512 | 6       |
| 7                  | 77 | Valtteri Bottas  | Alfa Romeo-Ferrari    | 1:20.355 | 1:20.053 | 1:19.608 | 7       |
| 8                  | 20 | Kevin Magnussen  | Haas-Ferrari          | 1:20.227 | 1:19.810 | 1:19.682 | 8       |
| 9                  | 3  | Daniel Ricciardo | McLaren-Mercedes      | 1:20.549 | 1:20.287 | 1:20.297 | 9       |
| 10                 | 47 | Mick Schumacher  | Haas-Ferrari          | 1:20.683 | 1:20.436 | 1:20.368 | 10      |
| 11                 | 4  | Lando Norris     | McLaren-Mercedes      | 1:20.838 | 1:20.471 |          | 11      |
| 12                 | 31 | Esteban Ocon     | Alpine-Renault        | 1:20.880 | 1:20.638 |          | 12      |
| 13                 | 22 | Yuki Tsunoda     | AlphaTauri-RBPT       | 1:20.707 | 1:20.639 |          | 13      |
| 14                 | 10 | Pierre Gasly     | AlphaTauri-RBPT       | 1:20.719 | 1:20.861 |          | 14      |
| 15                 | 24 | Guanyu Zhou      | Alfa Romeo-Ferrari    | 1:20.476 | 1:21.094 |          | 15      |
| 16                 | 5  | Sebastian Vettel | Aston Martin-Mercedes | 1:20.954 |          |          | 16      |
| 17                 | 18 | Lance Stroll     | Aston Martin-Mercedes | 1:21.043 |          |          | 17      |
| 18                 | 14 | Fernando Alonso  | Alpine-Renault        | 1:21.418 |          |          | 18      |
| 19                 | 23 | Alexander Albon  | Williams-Mercedes     | 1:21.645 |          |          | 19      |
| 20                 | 6  | Nicholas Latifi  | Williams-Mercedes     | 1:21.915 |          |          | 20      |
| 107%Temps:1:25.451 |    |                  |                       |          |          |          |         |
| Font:              |    |                  |                       |          |          |          |         |

Notes
- ^1  – Fernando Alonso va ser penalitzat amb cinc posicions a la graella de sortida per canviar de motor.

## Resultats de la cursa
La cursa va ser realitzat en el dia 22 de maig.
| Pos.                                                                   | Nº | Pilot            | Equip/Motor           | Voltes | Temps/Retirada | Graella | Punts |
| ---------------------------------------------------------------------- | -- | ---------------- | --------------------- | ------ | -------------- | ------- | ----- |
| 1                                                                      | 1  | Max Verstappen   | Red Bull-RBPT         | 66     | 1:37:20.475    | 2       | 25    |
| 2                                                                      | 11 | Sergio Pérez     | Red Bull-RBPT         | 66     | +13.072        | 5       | 191   |
| 3                                                                      | 63 | George Russell   | Mercedes              | 66     | +32.927        | 4       | 15    |
| 4                                                                      | 55 | Carlos Sainz Jr. | Ferrari               | 66     | +45.208        | 3       | 12    |
| 5                                                                      | 44 | Lewis Hamilton   | Mercedes              | 66     | +54.534        | 6       | 10    |
| 6                                                                      | 77 | Valtteri Bottas  | Alfa Romeo-Ferrari    | 66     | +59.976        | 7       | 8     |
| 7                                                                      | 31 | Esteban Ocon     | Alpine-Renault        | 66     | +1:15.397      | 12      | 6     |
| 8                                                                      | 4  | Lando Norris     | McLaren-Mercedes      | 66     | +1:23.235      | 11      | 4     |
| 9                                                                      | 14 | Fernando Alonso  | Alpine-Renault        | 65     | +1 volta       | 20      | 2     |
| 10                                                                     | 22 | Yuki Tsunoda     | AlphaTauri-RBPT       | 65     | +1 volta       | 13      | 1     |
| 11                                                                     | 5  | Sebastian Vettel | Aston Martin-Mercedes | 65     | +1 volta       | 16      |       |
| 12                                                                     | 3  | Daniel Ricciardo | McLaren-Mercedes      | 65     | +1 volta       | 9       |       |
| 13                                                                     | 10 | Pierre Gasly     | AlphaTauri-RBPT       | 65     | +1 volta       | 14      |       |
| 14                                                                     | 47 | Mick Schumacher  | Haas-Ferrari          | 65     | +1 volta       | 10      |       |
| 15                                                                     | 18 | Lance Stroll     | Aston Martin-Mercedes | 65     | +1 volta       | 17      |       |
| 16                                                                     | 6  | Nicholas Latifi  | Williams-Mercedes     | 64     | +2 voltes      | 19      |       |
| 17                                                                     | 20 | Kevin Magnussen  | Haas-Ferrari          | 64     | +2 voltes      | 8       |       |
| 18                                                                     | 23 | Alexander Albon  | Williams-Mercedes     | 64     | +2 voltes2     | 18      |       |
| Ret                                                                    | 24 | Guanyu Zhou      | Alfa Romeo-Ferrari    | 29     | Prob. tècnics  | 15      |       |
| Ret                                                                    | 16 | Charles Leclerc  | Ferrari               | 27     | Prob. tècnics  | 1       |       |
| Volta ràpida: — Sergio Pérez (Red Bull-RBPT) – 1:24.108 (en el lap 55) |    |                  |                       |        |                |         |       |
| Font:                                                                  |    |                  |                       |        |                |         |       |

Notes

- ^1  – Inclòs 1 punt extra per la volta ràpida.
- ^2  – Alexander Albon va ser penalitzat per 5 segons per exceder els límits de la pista, més seva posició no fou afectada.

## Classificació després de la cursa
| Pos. | Pilot            | Punts | Canvis |
| ---- | ---------------- | ----- | ------ |
| 1    | Max Verstappen   | 110   | 1      |
| 2    | Charles Leclerc  | 104   | 1      |
| 3    | Sergio Pérez     | 85    | =      |
| 4    | George Russell   | 74    | =      |
| 5    | Carlos Sainz Jr. | 65    | =      |

| Pos. | Constructor        | Punts | Canvis |
| ---- | ------------------ | ----- | ------ |
| 1    | Red Bull-RBPT      | 195   | 1      |
| 2    | Ferrari            | 169   | 1      |
| 3    | Mercedes           | 120   | =      |
| 4    | McLaren-Mercedes   | 50    | =      |
| 5    | Alfa Romeo-Ferrari | 39    | =      |